# U 3 (U-Boot, 1935)
U 3 war ein deutsches U-Boot vom Typ II A, das im Zweiten Weltkrieg von der Kriegsmarine eingesetzt wurde.

## Geschichte
Der Bauauftrag für das Boot wurde am 2. Februar 1935 an die Deutsche Werke Kiel vergeben. Die Kiellegung erfolgte am 11. Februar 1935, der Stapellauf am 19. Juli 1935, die Indienststellung unter Oberleutnant zur See Hans Meckel am 6. August 1935.
Das Boot gehörte zu den ersten U-Booten, die nach dem Deutsch-Britischen Flottenabkommen auf Kiel gelegt wurden. Nach der Indienststellung gehörte das Boot bis zum 30. Juni 1940 als Schulboot zum Schulverband der U-Bootschule bzw. später der U-Bootschulflottille. Von September 1939 bis Oktober 1939 wurde es während des Überfalls auf Polen und von März 1940 bis April 1940 während des Unternehmens Weserübung als Frontboot eingesetzt. Ab 1. Juli 1940 kam es bis zu seiner Außerdienststellung am 1. August 1944 wieder zur nunmehr 21. U-Flottille umbenannte U-Bootschulflottille nach Pillau. Später wurde es nach Neustadt in Holstein überführt. Dort wurde es für Geräusch- und Schockdämpfungsversuche gegen Wasserbomben eingesetzt.
U 3 unternahm während seiner Dienstzeit fünf Feindfahrten, auf denen es zwei Schiffe mit einer Gesamttonnage von 2.348 BRT versenken konnte.

## Einsatzstatistik

### Erste Feindfahrt
Das Boot lief am 4. September 1939 um 20:00 Uhr von Wilhelmshaven aus und am 8. September 1939 um 8:10 Uhr wieder dort ein. Auf dieser drei Tage dauernden Unternehmung in der Nordsee wurden keine Schiffe versenkt oder beschädigt.

### Zweite Feindfahrt
Das Boot lief am 13. September 1939 um 12:40 Uhr von Wilhelmshaven aus und am 24. September 1939 um 13:15 Uhr wieder dort ein. Auf dieser 11 Tage dauernden Unternehmung in der Nordsee wurden keine Schiffe versenkt oder beschädigt. Am 14. September 1939 wird ein Seemann von einem abgerutschten Torpedo verletzt.

### Dritte Feindfahrt
Das Boot lief am 27. September 1939 um 12:30 Uhr von Wilhelmshaven aus und am 3. Oktober 1939 um 16:00 Uhr in Kiel ein. Auf dieser sechs Tage dauernden und 145 sm über und 90 sm unter Wasser langen Unternehmung vor Südnorwegen wurden zwei Schiffe mit 2.348 BRT versenkt:
- 30. September 1939: Versenkung des dänischen Dampfers Vendia (1.150 BRT) durch einen Torpedo, nachdem er versuchte, das U-Boot zu rammen. Er fuhr in Ballast und war auf dem Weg von Faaborg nach Blyth. Es gab elf Tote und sechs Überlebende.
- 1. Oktober 1939: Versenkung des schwedischen Dampfers Gun (1.198 BRT) (Lage) durch einen Torpedo. Er hatte Stückgut und 56 t Munition geladen und war auf dem Weg von Göteborg nach Antwerpen. Es gab keine Toten und 18 Überlebende.

### Vierte Feindfahrt
Das Boot lief am 16. März 1940 um 8:00 Uhr mit U 4 von Kiel aus und am nächsten Tag um 16:35 Uhr in Wilhelmshaven zum Auffrischen der Vorräte ein. Die Besatzung übernachtete dort und lief am nächsten Tag um 9:35 Uhr wieder mit U 4 aus. U 3 lief am 29. März 1940 um 23:20 Uhr in Wilhelmshaven ein. Auf dieser 11 Tage dauernden und zirka 970 sm über und 126 sm unter Wasser langen Unternehmung in der Nordsee, dem westlichen Skagerrak und vor Lindesnes wurden keine Schiffe versenkt oder beschädigt. Am 26. März 1940 erhielt es einen Notruf von U 21, das vor der Insel Odknuppen am Eingang zum Odfjord in Norwegen auf Grund gelaufen war und es aus eigener Kraft nicht schaffte, freizukommen. U 3 wechselte daraufhin seinen Kurs, um das feststeckende U-Boot vor Angriffen zu schützen.

### Fünfte Feindfahrt
Das Boot lief am 11. April 1940 um 23:55 Uhr von Wilhelmshaven aus und ankerte kurze Zeit später auf Reede. Die Besatzung übernachtete dort und lief am nächsten Tag um 14:50 Uhr aus und am selben Tag um 19:20 Uhr wegen einer defekten Sehrohrhalterung wieder dort ein. Über Nacht erfolgten Reparaturen, sodass es am nächsten Tag um 12:37 Uhr wieder auslief. U 3 lief am 19. April 1940 um 10:33 Uhr wieder in Wilhelmshaven ein. Auf dieser sechs Tage dauernden und 706,3 sm über und 80,5 sm unter Wasser langen Unternehmung nahm das Boot am Unternehmen Weserübung, der deutschen Besetzung Norwegens, teil und war vor Lindesnes eingesetzt. Es wurden keine Schiffe versenkt.
Während dieser Feindfahrt schoss das britische U-Boot HMS Porpoise am 16. April 1940 um 22:50 Uhr zehn Seemeilen südwestlich von Egersund (Norwegen) sechs Torpedos auf U 3. Die Besatzung des britischen Bootes hörte eine Torpedodetonation und glaubte, das U-Boot U 1 versenkt zu haben. Die Detonation kam jedoch von einem deutschen G7a-Torpedo, der auf die Porpoise abgeschossen worden war, das Ziel verfehlte und am Ende der Laufstrecke detonierte. U 3 wurde bei diesem Angriff nicht beschädigt.

### Erfolge
| Datum              | Name   | Nationalität | Tonnage (BRT) | Folge    |
| ------------------ | ------ | ------------ | ------------- | -------- |
| 30. September 1939 | Vendia | Dänemark     | 1.150         | versenkt |
| 1. Oktober 1939    | Gun    | Schweden     | 1.198         | versenkt |

## Verbleib
U 3 wurde am 1. August 1944 in Gotenhafen zunächst außer Dienst gestellt. Im März 1945 lief U 3 von Gotenhafen mit Flüchtlingen Richtung Westen aus. In Swinemünde wurden ein Teil oder alle Flüchtlinge ausgeladen, die dann mit der Europa weiter nach Westen fuhren.
Am 3. Mai 1945 wurde das Boot in Neustadt in Holstein von den Briten, die praktisch nur noch den Bootstorso vorfanden, erbeutet und noch 1945 abgewrackt. Die Position war 54° 7′ N, 10° 50′ O.